# Bahnstrecke Salzburg Hbf–Salzburg Itzling
| Streckenlänge: | 0,820 km             |                                                |                                                |
| Spurweite: | 1435 mm (Normalspur) |                                                |                                                |
| Streckenklasse: | D 4                  |                                                |                                                |
| Stromsystem: | 1000 Volt =          |                                                |                                                |
| Stromsystem: | 15 kV 16,7 Hz ~      |                                                |                                                |
| Maximale Neigung: | 14 ‰                 |                                                |                                                |
| Minimaler Radius: | 170 m                |                                                |                                                |
| Streckengeschwindigkeit: | 25 km/h              |                                                |                                                |
| |                      |                                                |                                                |
| \| \| \| Salzburg-Tiroler-Bahn von Wörgl Hbf \| \| \| \| \| Westbahn von Wien \| \| \| \| \| nach Salzburg Hbf \| \| \| \| 0,000 \| ÖBB / Salzburg AG und Stromsystemwechsel \| ÖBB / Salzburg AG und Stromsystemwechsel \| \| \| \| Salzkammergut-Lokalbahn (bis 1957) \| \| \| \| 0,163 \| Ischlerbahnstraße (Bedarfshst. für Sonderzüge) \| Ischlerbahnstraße (Bedarfshst. für Sonderzüge) \| \| \| \| Elisabethstraße (Oberleitungsbus Salzburg) \| \| \| \| \| von Salzburg Lokalbahnhof \| \| \| \| 0,820 \| Salzburg Itzling \| Salzburg Itzling \| \| \| \| nach Lamprechtshausen \| \| |                      |                                                |                                                |
| Abzweig quer und von rechts · Strecke von rechts |                      | Salzburg-Tiroler-Bahn von Wörgl Hbf            | Salzburg-Tiroler-Bahn von Wörgl Hbf            |
| Kreuzung geradeaus unten · Abzweig geradeaus und von rechts |                      | Westbahn von Wien                              | Westbahn von Wien                              |
| Abzweig geradeaus und nach links · Abzweig quer und nach links |                      | nach Salzburg Hbf                              | nach Salzburg Hbf                              |
| Grenze | 0,000                | ÖBB / Salzburg AG und Stromsystemwechsel       | ÖBB / Salzburg AG und Stromsystemwechsel       |
| Kreuzung (Querstrecke außer Betrieb) |                      | Salzkammergut-Lokalbahn (bis 1957)             | Salzkammergut-Lokalbahn (bis 1957)             |
| Haltepunkt / Haltestelle | 0,163                | Ischlerbahnstraße (Bedarfshst. für Sonderzüge) | Ischlerbahnstraße (Bedarfshst. für Sonderzüge) |
| Bahnübergang |                      | Elisabethstraße (Oberleitungsbus Salzburg)     | Elisabethstraße (Oberleitungsbus Salzburg)     |
| Abzweig geradeaus und von links |                      | von Salzburg Lokalbahnhof                      | von Salzburg Lokalbahnhof                      |
| Bahnhof | 0,820                | Salzburg Itzling                               | Salzburg Itzling                               |
| Strecke |                      | nach Lamprechtshausen                          | nach Lamprechtshausen                          |

Die Bahnstrecke Salzburg Hbf – Salzburg Itzling ist eine 0,820 Kilometer lange Nebenbahn in Österreich. Die normalspurige und elektrifizierte Strecke liegt auf ganzer Länge im Stadtgebiet von Salzburg und verbindet die Salzburg-Tiroler-Bahn, von der sie am nördlichen Ende der ausgedehnten Bahnanlagen des Salzburger Hauptbahnhofs abzweigt, mit der westlich gelegenen Bahnstrecke Salzburg–Lamprechtshausen (Salzburger Lokalbahn). Die Verbindungsstrecke dient überwiegend dem Güterverkehr, über das Verbindungsgleis ist die Bahnstrecke Bürmoos–Ostermiething  mit dem restlichen österreichischen Eisenbahnnetz verbunden, und damit die Frachtenbahnhöfe der Westbahn und der Lokalbahn, und auch die Rangierbahnhöfe und Remisen. Außerdem erreichen die Triebwagen der Berchtesgadener Land Bahn über diese Strecke ihr Depot im Stadtteil Itzling.
Die Bahnstrecke Salzburg Hbf–Salzburg Itzling ist seit 2005 elektrifiziert und wird heute von der 2000 gegründeten Salzburg AG betrieben (ehemalige Salzburger Stadtwerke). Eine Besonderheit ist die Fahrleitungskreuzung mit dem Obus Salzburg im Zuge des Bahnübergangs Elisabethstraße, dessen Fahrspannung im Gegensatz zu den 1000 Volt Gleichspannung der Bahnstrecke nur 600 Volt Gleichspannung beträgt.

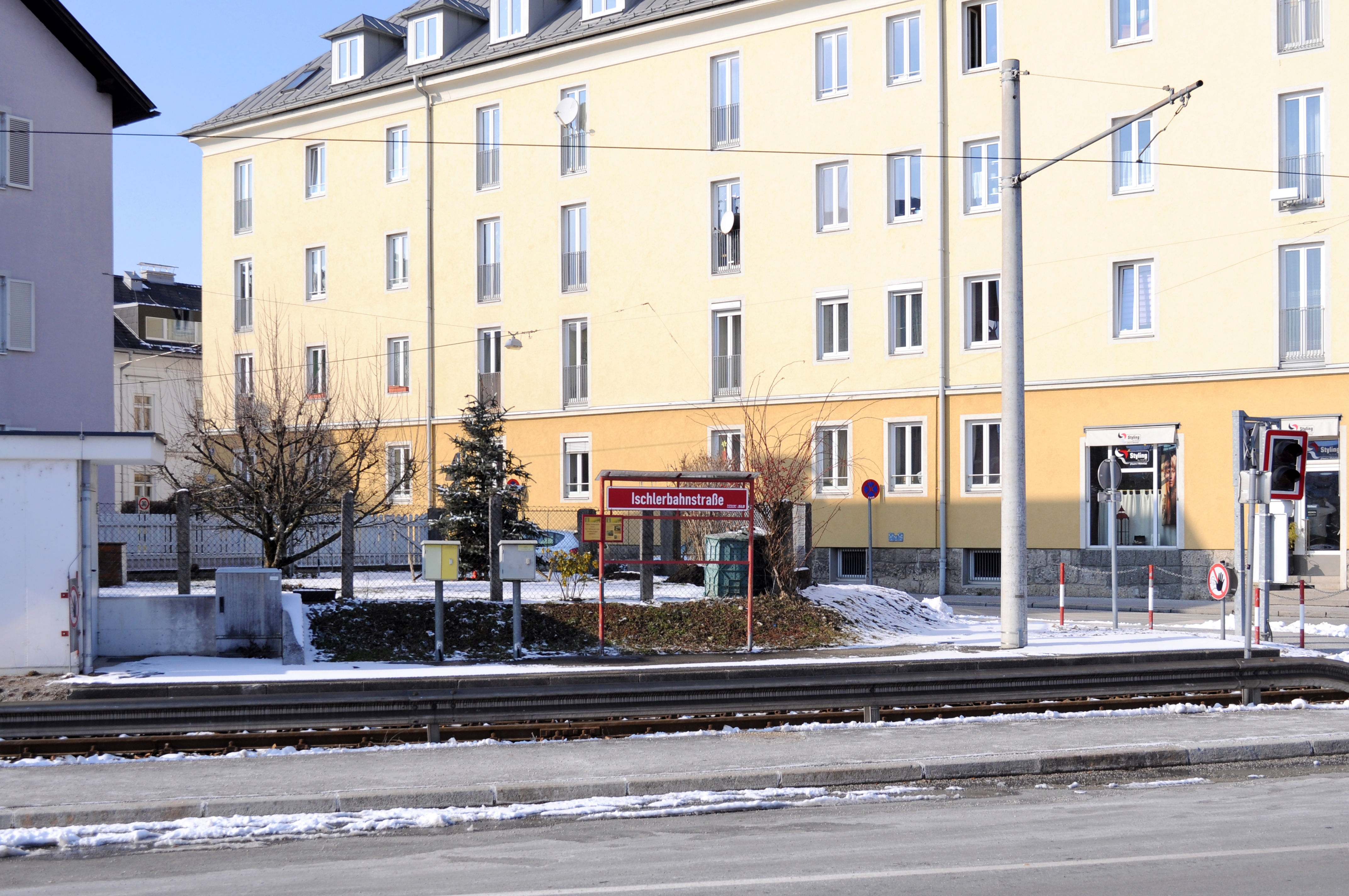
Bedarfshaltestelle Ischlerbahnstraße
Bahnübergang Elisabethstraße
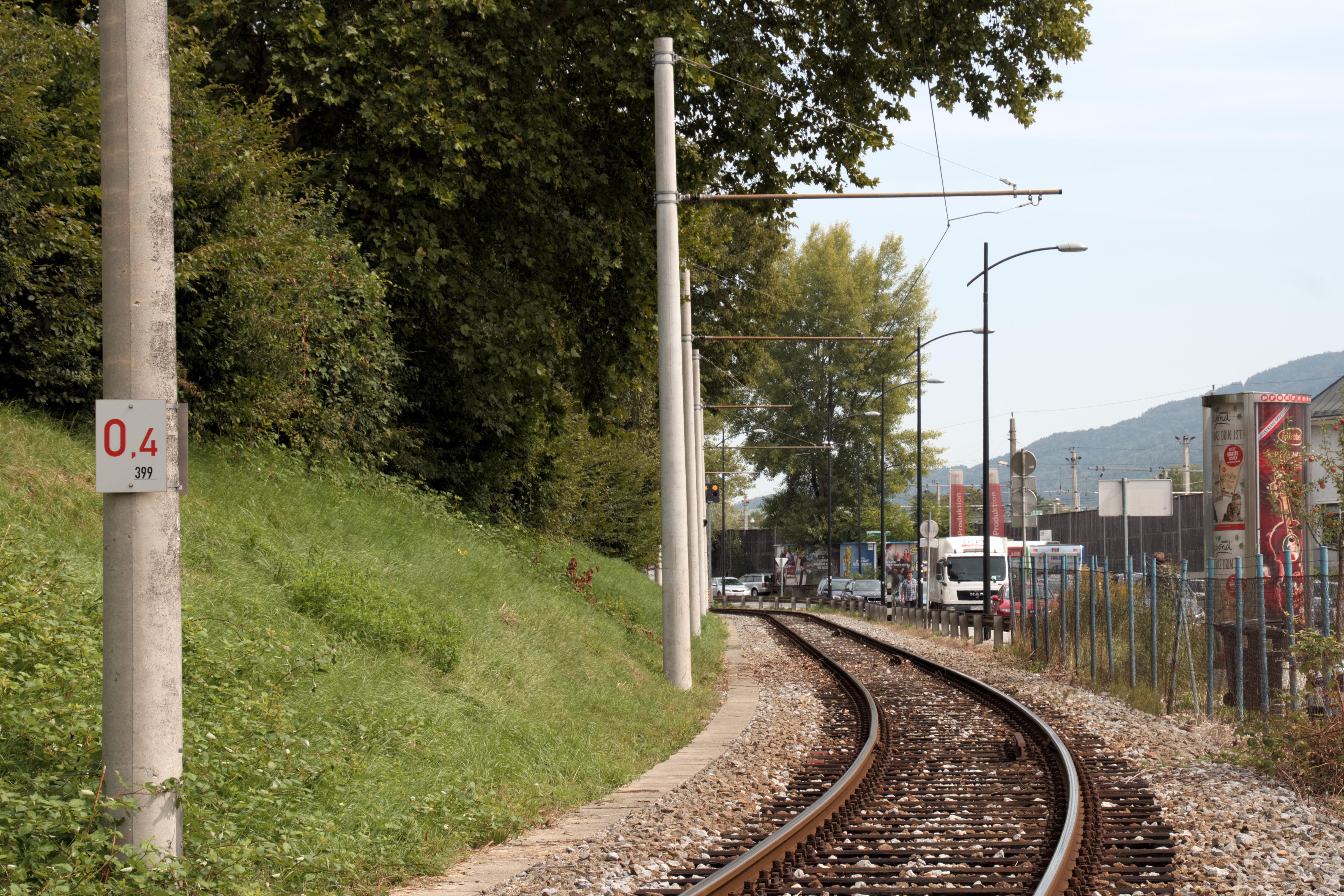
Beim Streckenkilometer 0,4

## Nachweise
- Salzburg AG: [Schienennetznutzungsbedingungen der Salzburger Lokalbahn für die Fahrplanperiode 2013] Stand: 8. Februar 2012, Abschnitt 3.4.2 Beschreibung der Strecke Salzburg Hbf. – Salzburg Itzling, S. 8 (pdf, salzburg-ag.at, abgerufen am 31. Januar 2013)

1. ↑  Jürgen Lehmann: Berichte von den Trolleybusbetrieben in und um Deutschland. Nummer 61, Juli 2005 (pdf, home.arcor.de (Memento vom 7. Januar 2014 im Internet Archive))